# Vasco Oliveira
Pour l’article homonyme, voir Oliveira.
Vasco Oliveira, de son nom complet Vasco de Jesus Oliveira, est un footballeur portugais né le 18 mars 1922 et mort le 8 mars 2000. Il évoluait au poste de défenseur central.

## Biographie

### En club
Vasco Oliveira joue au CF Belenenses durant toute sa carrière,.
Il fait partie de l'équipe historique du CF Belenenses, il est sacré Champion du Portugal en 1946,.
Après une dernière saison 1949-1950 avec le club lisboète, il raccroche les crampons,.
Il dispute un total de 99 matchs pour un but marqué en première division portugaise,. 

### En équipe nationale
International portugais, il reçoit deux sélections en équipe du Portugal en 1947 et 1948, toutes les deux en amical. Le 25 mai 1947, il dispute un match contre l'Angleterre (défaite 0-10 à Oeiras). Le 21 mars 1948, il joue une rencontre contre l'Espagne (défaite 0-2 Madrid).

## Palmarès
CF Belenenses
- Championnat du Portugal (1) :
  - Champion : 1945-46

- Championnat de Lisbonne (1) :
  - Champion : 1945-46